# Herrerasaurus
Herrerasaurus is een van de eerste geslachten van uitgestorven dinosauriërs en leefde tijdens het Trias in het gebied van het huidige Argentinië. De typesoort is Herrerasaurus ischigualastensis.

## Vondst en naamgeving
In 1959 ontdekte geitenhoeder Victorino Herrera bij Aguada de la Peña in het Ischigualastobekken nabij San Juan fossielen van onbekende dinosauriërs die nader onderzocht werden door paleontoloog Osvaldo Alfredo Reig. De skeletten lagen aan het woestijnoppervlak te verweren. In 1961 vond Reig een exemplaar dat voldoende compleet was om er een nieuwe soort op te baseren.

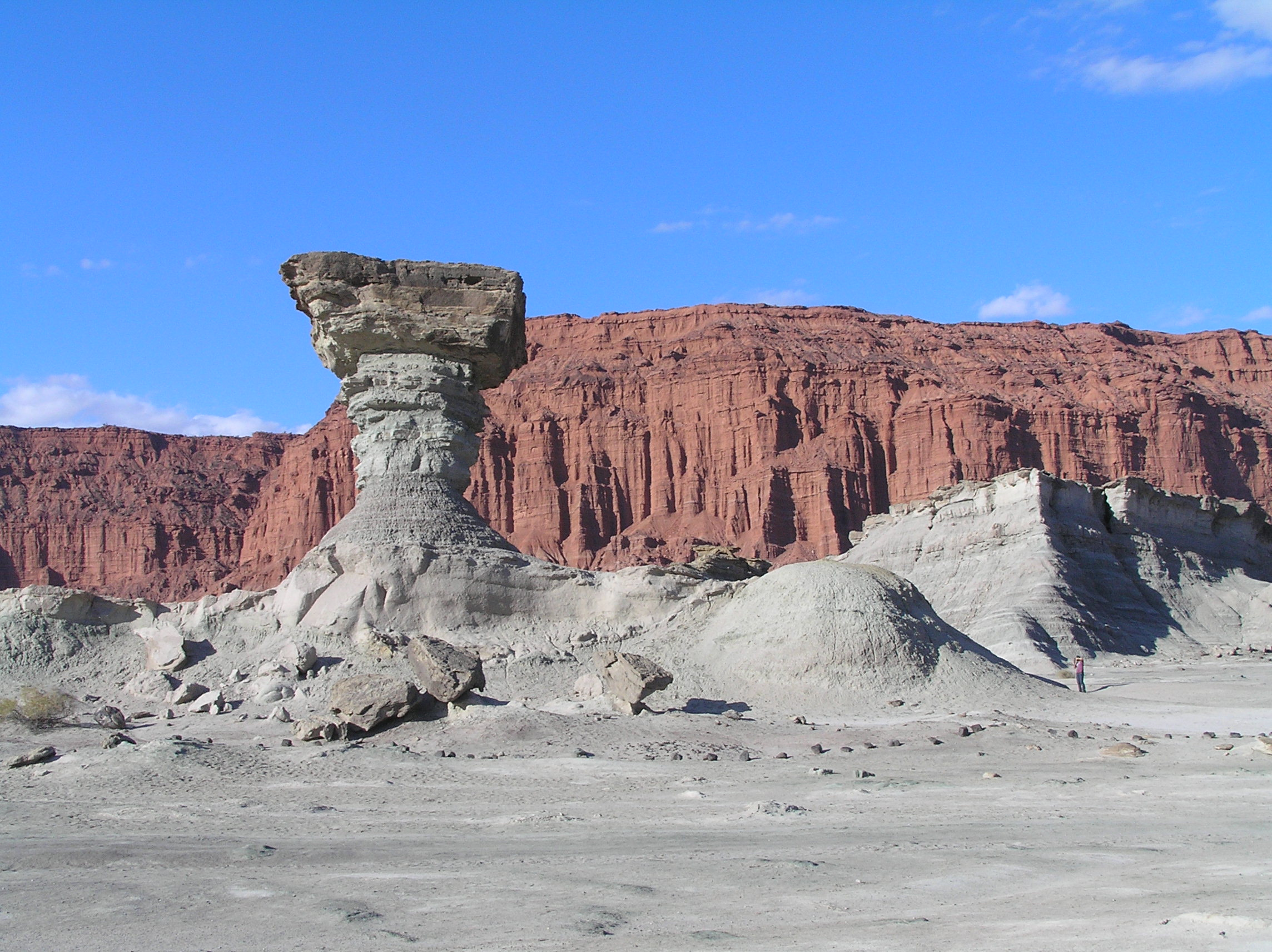
Het bizarre landschap van de vindplaats

In 1963 werd de typesoort Herrerasaurus ischigualastensis benoemd en beschreven door Reig. De geslachtsnaam eert Herrera. De soortaanduiding verwijst naar de Ischigualastoformatie.
Het holotype, PVL 2566, is gevonden in een laag van de Ischigualastoformatie die dateert uit het vroege Carnien, ongeveer 230 miljoen jaar oud. Het bestaat uit een gedeeltelijk skelet zonder schedel. Bewaard zijn gebleven: de zevende tot en met veertiende ruggenwervel, de drie sacrale wervels, vrijwel de complete reeks van de eerste tot en met tweeënveertigste staartwervel inclusief chevrons, het bekken, een achterpoot en een sprongbeen. Andere gevonden fossielen wees Reig aan als de paratypen. Specimen MLP 61-VIII-2-2, gevonden in 1960 door Galileo Juan Scaglia, bestaat uit bekkendelen. Specimen PVL 2054 (door Reig in 1963 vermeld als PVL 2045), gevonden in 1959, is een wat vollediger skelet met buikribben, de schaambeenderen en de achterpoten. Een erg fragmentarisch skelet is PVL 2558a waarvan nog een handklauw en stukken van beide dijbeenderen en scheenbeenderen over zijn. Twee andere paratypen, de schedel PVL 2558 en het dijbeen PVL 2264, bleken later twijfelachtig te zijn. PVL 2558, in 1961 gevonden door Scaglia, bleek twee schedels te vertegenwoordigen waarvan minstens een van een onbestemd lid van de Archosauria; ook het dijbeen is van een niet te determineren archosauriër. PVL 2558a is later van het materiaal van PVL 2558 afgesplitst.
Herrerasaurus was in 1963 niet de enige soort die Reig benoemde. In dezelfde publicatie gaf hij de naam Ischisaurus cattoi aan een kleiner skelet. De geslachtsnaam verwijst weer naar de Ischigualasto. De soortaanduiding eert geologe Noemi Cattoi. Het holotype van deze soort is specimen MACN 18.060, een vrij compleet skelet, gevonden in 1960, dat anders dan het holotype van Herrerasaurus een schedel, enkele halswervels en delen van de voorpoten omvatte. Ook deze soort heeft een paratype, specimen MLP 61-VIII-2-3, een fragmentarisch skelet met stukken kaak en wervel, een ravenbeksbeen, twee ellepijpen en delen van de achterpoten. De tweede soort werd slechts summier beschreven. Reig zelf gaf in 1963 al aan dat hij oorspronkelijk dacht dat het slechts om een jong van Herrerasaurus ging en al in 1966 stelde Alfred Sherwood Romer dat hij daar gewoon gelijk in had gehad. Die opvatting was toen echter nog lang geen gemeengoed; pas in 1992 zou door een publicatie van Fernando Emilio Novas vrij algemeen aanvaard worden dat Ischisaurus een jonger synoniem was van Herrerasaurus.
In 1975 vond J.E. Gargulío bij Río La Chilca een skelet met schedel, specimen PVSJ 53, dat Novas in 1986 benoemde als Frenguellisaurus ischigualastensis. De geslachtsnaam eert wijlen de Italiaanse paleontoloog Joaquin Frenguelli die veel onderzoek in Argentinië verricht had. Ook deze soort wordt vaak als een jonger synoniem van Herrerasaurus gezien, maar wegens de overeenkomsten met het materiaal van Ischisaurus. Een probleem is ook dat het fossiel uit een jongere laag komt die dateert uit het Norien.
Eind jaren tachtig werd het belang van deze vondsten beter begrepen en kwam een veel intensiever onderzoek op gang. In 1987 meldden Donald Brinkman en Hans-Dieter Sues de vondst van specimen MCZ 7064, een fragmentarisch skelet zonder schedel, dat ze echter nog toewezen aan een Staurikosaurus sp. In 1992 en 1993 publiceerden Novas en Paul Sereno de resultaten van nieuwe expedities in de Ischigualastovallei. Deze omvatten de specimina MACN 18.688, een bekken van een jong dier; MCZ 7063, een gedeeltelijke schedel in 1958 gevonden door Romer; PVSJ 104, een bekken, heiligbeen en achterpoot; PVSJ 373, een erg compleet skelet, echter zonder schedel; PVSJ 380, een schouderblad en voorpoot; PVSJ 407, een gedeeltelijk skelet met schedel; PVSJ 409, een schoudergordel; en PVSJ 461, een fragmentarisch skelet met vooral ruggenwervels.
Er zijn dus in totaal zestien exemplaren van Herrerasaurus bekend. Het meeste wat in de moderne literatuur over Herrerasaurus vermeld wordt, heeft betrekking op PVSJ 373 wat betreft de delen achter de schedel, de postcrania, en op PVSJ 407 wat betreft de schedelelementen. Ook tentoongestelde skeletmodellen zijn grotendeels op deze twee specimina gebaseerd. Een moeilijkheid hierbij is dat, net als in het geval van Frenguellisaurus, hun toewijzing aan Herrerasaurus gebaseerd is op overeenkomsten met Ischisaurus, niet met het holotype. Dat probleem ontstond vooral toen in 2010 een tweede herrerasauride uit Argentinië benoemd werd, Sanjuansaurus. Hoewel de latere exemplaren van Herrerasaurus van Sanjuansaurus lijken te verschillen, delen ze er nu juist die kenmerken mee die een toewijzing aan Herrerasaurus leken te rechtvaardigen omdat ze voorkwamen in het holotype daarvan. De eenheid van het aan Herrerasaurus toegewezen materiaal hangt dus af van de identiteit van Ischisaurus waarvan geen moderne beschrijving bestaat.

## Beschrijving

### Grootte, algemene bouw en onderscheidende kenmerken

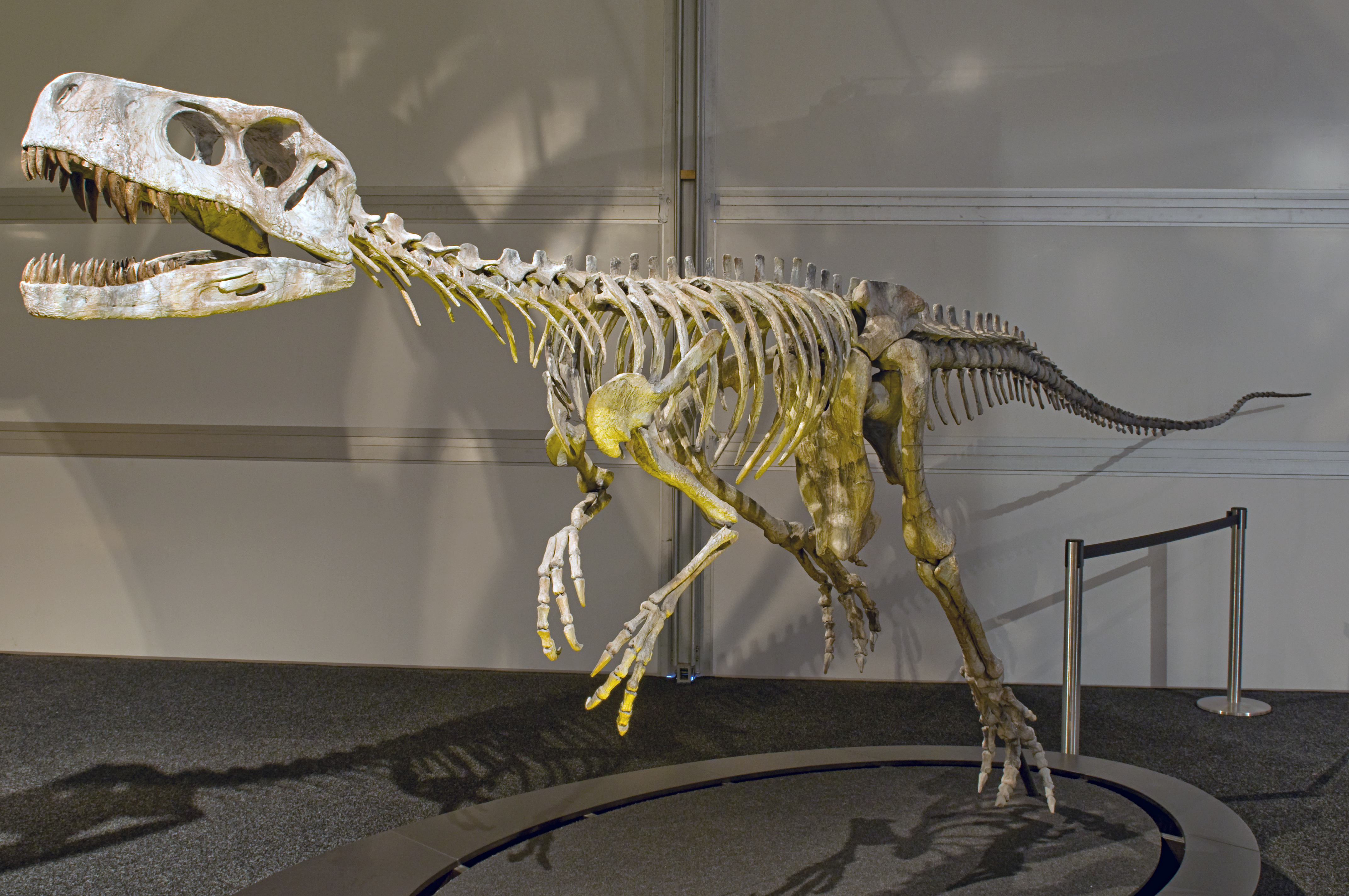
Frenguellisaurus vertegenwoordigt het grootste skelet maar het is de vraag of hij identiek is aan Herrerasaurus

De afmetingen van Herrerasaurus worden vaak heel verschillend aangegeven. Dat komt doordat de exemplaren nogal in omvang van elkaar afwijken. Het holotype is van een dier dat ongeveer drieënhalve meter lang was. Het exemplaar van Ischisaurus is duidelijk kleiner, zo'n tweeënhalve meter lang. Frenguellisaurus was gebaseerd op een aanzienlijk groter exemplaar dat volgens Novas vijf à zes meter lang werd. Dat is een uitzonderlijke lichaamsomvang voor een dinosaurisch roofdier uit het Trias. In 2010 kwam Gregory S. Paul met een iets lagere schatting voor de lichaamslengte van vierenhalve meter; het gewicht zou in dat geval tweehonderd kilogram hebben bedragen, later door hem bijgesteld tot tweehonderdtwintig kilogram.
Op het eerste gezicht lijkt Herrerasaurus veel op latere vleesetende Theropoda. Hij is een tweevoeter waarvan de armen korter zijn dan de achterpoten. Hij heeft een langgerekte smalle kop, uitgerust met grote tanden, aan het uiteinde van een slanke nek. Een lange hand draagt scherpe klauwen. Zijn onderkaken zijn aangepast aan het naar binnen schrokken van grote stukken vlees doordat ze aan hun zijkanten naar buiten konden klappen. Herrerasaurus voldoet dus aan het beeld van een gevaarlijke rover. Toch toont hij ook kenmerken die te vinden zijn bij latere basale Sauropodomorpha die planteneters waren, zoals zeer robuuste achterpoten met een kort onderbeen en een brede voet. Hoewel planten vermoedelijk geen belangrijk deel van zijn dieet uitmaakten, was hij niet zo extreem aan het eten van vlees aangepast dat hij geen geschikt vooroudertype zou kunnen zijn voor een afstammingslijn van herbivoren.
Reig gaf in 1963 een diagnose van Herrerasaurus die naar huidige maatstaven weinig nuttig is, zowel omdat hij een foute schedel bij de beschrijving had betrokken als omdat hij de soort voornamelijk vergeleek met Carnosauria die niet de nauwste verwanten waren. Een moderne uitgebreide lijst van onderscheidende kenmerken die Novas in 1993 verschafte, heeft door de vondst van Sanjuansaurus grotendeels haar waarde verloren. Slechts in een paar kenmerken verschilt het holotype vaststelbaar van zowel Staurikosaurus en Sanjuansaurus. Het is wel zo dat het volledige materiaal aan Herrerasaurus toegewezen een groot aantal eigenschappen toont die voorlopig uniek zijn doordat ze wegens gebrek aan overlappende elementen helemaal niet met andere soorten vergeleken kunnen worden: van Staurikosaurus is in het geheel geen schedel bekend en van Sanjuansaurus van het cranium slechts een stuk bovenkaak. De vaststelbare verschillen beperken zich aldus tot een schaambeen dat bovenaan naar achteren buigt; een uitstekende trochanter major aan de bovenkant van het dijbeen; een kort scheenbeen dat 87% tot 91% van de dijbeenlengte heeft; en een bovenkaaksbeen dat sterk bol naar beneden buigt.

### Skelet

#### Schedel

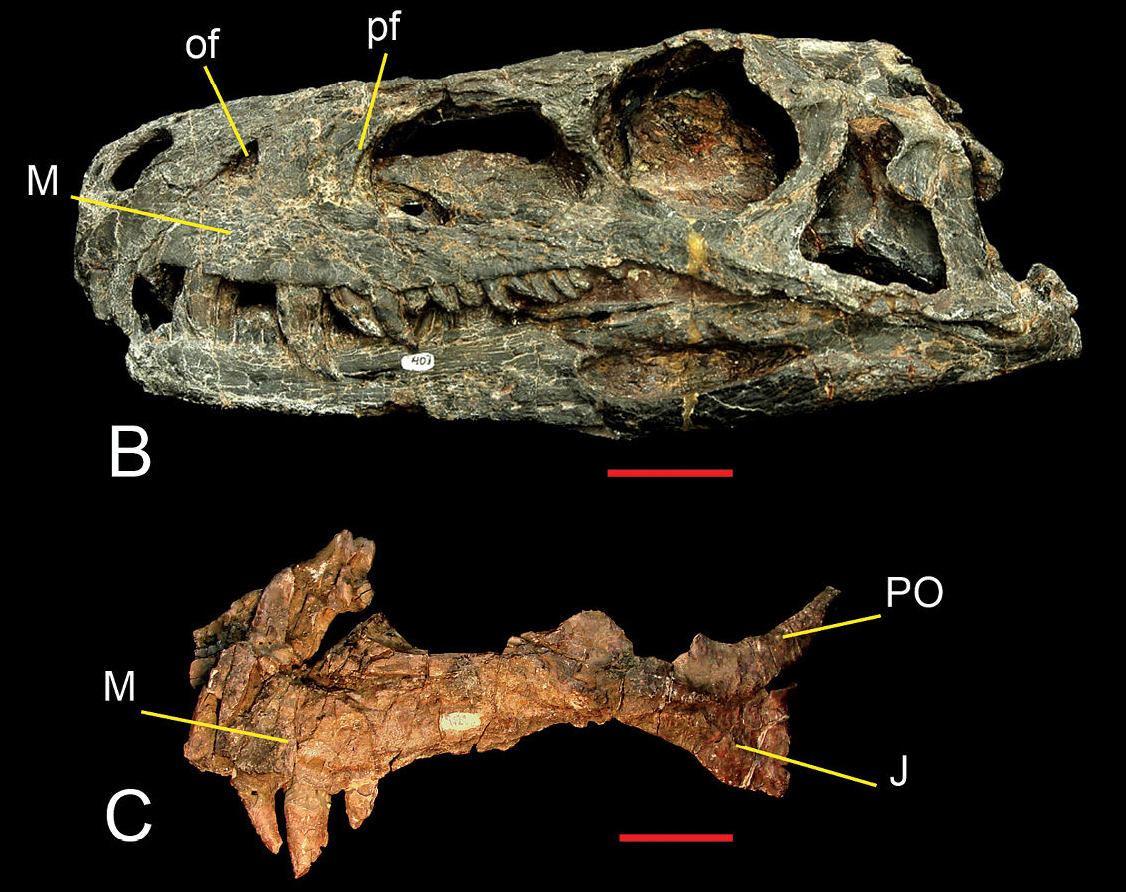
Specimen PVSJ 407 vormt onze belangrijkste informatie over de schedel van Herrerasaurus. Het bovenkaaksbeen eronder is PVSJ 053

De schedel van Herrerasaurus, vijfenvijftig centimeter lang bij het holotype van Frenguellisaurus, heeft een typisch archosaurische vorm en is laag en rechthoekig in zijaanzicht. De schedel is tamelijk groot met dezelfde lengte als het dijbeen. Van boven bekeken is de kop nogal smal en loopt naar voren uit in een scherpe punt. De snuitpunt is van bezijden bezien stomp en kromt geleidelijk naar de platte horizontale bovenkant van de snuit. In die kromming ligt een langwerpig matig lang druppelvormig neusgat. Een flink stuk naar achter wordt de zijwand van de schedel doorboord door de liggende ovaal van de fenestra antorbitalis. Daar weer achter ligt in de vorm van een afgeronde ruit een grote oogkas. Het onderste slaapvenster is erg groot en heeft min of meer de vorm van een staande gelijkbenige driehoek.
Het voorste snuitbeen, de praemaxilla, draagt vier tanden. Op de grens tussen praemaxilla en bovenkaaksbeen bevindt zich een spleetvormige opening. Het hoofdlichaam van het bovenkaaksbeen draagt zes grote tanden. Van de eerste tot en met vierde tand nemen die in grootte toe. De kaaklijn bolt hier iets naar beneden. De tanden zijn dolkvormig en hebben kartelingen. Ze zijn echter maar weinig afgeplat. Onder de fenestra antorbitalis bevindt zich nog een dozijn veel; kleinere tanden. De fenestra antorbitalis wordt vooraan, achteraan en bovenaan door apart liggende diepere inspringingen omgeven, die als delen van een fossa kunnen worden gezien. De neusbeenderen hebben achteraan een W-vormige beennaad met de voorhoofdsbeenderen. Zowel neusbeenderen en voorhoofdsbeenderen zijn erg plat, een doorlopend plateau vormend. De traanbeenderen steken iets zijwaarts uit zodat in bovenaanzicht afgeronde lage hoorntjes worden gevormd. In zijaanzicht verheffen die zich niet boven het snuitniveau. De neergaande tak van het traanbeen is kort, breed en loopt schuin naar beneden en achteren zodat er geen rechte achterlijn van de fenestra antorbitalis ontstaat zoals er bij vele latere theropoden wel het geval is. Het jukbeen reikt naar voren toe tot aan de fenestra antorbitalis en heeft een gekromd horizontale richel op de buitenkant.

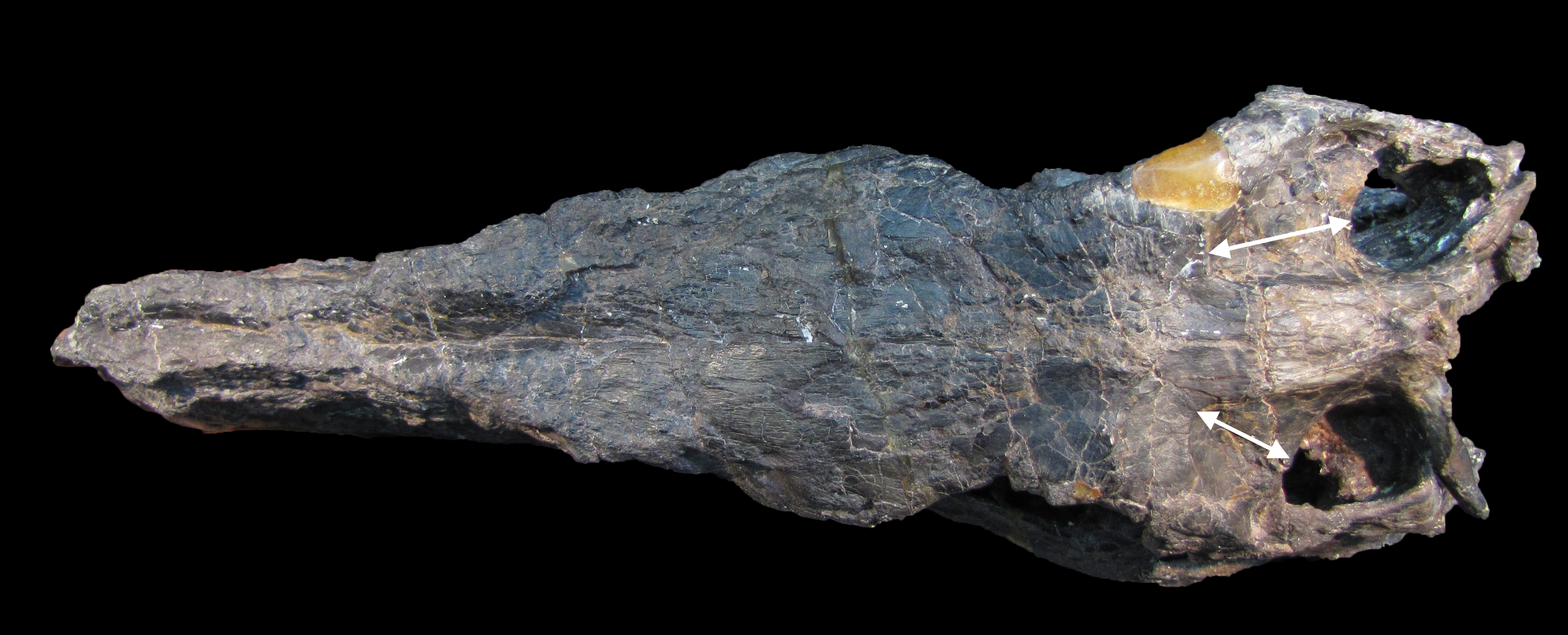
De schedel van boven bezien

Een postfrontale ontbreekt, zoals bij alle dinosauriërs. De wandbeenderen delen een zigzaggende beennaad met de voorhoofdsbeenderen. Ze zijn in het midden zeer smal. Aan hun zijkanten liggen grote ruitvormige bovenste slaapvensters die naar voren en binnen grote uithollingen vormen op het schedeldak. Dit duidt op eens sterke musculatuur van de sluitspieren van de kaken. De uithollingen worden omgeven door een markant afstekende smalle opstaande richel. De richeltjes ontmoeten elkaar achter op de wandbeenderen zodat ervoor een V-vormige lage verdieping ontstaat. De uithollingen strekken zich ook naar buiten toe uit over het postorbitale. Behalve deze richels hebben de wandbeenderen geen echte dwarskam op de grens met het achterhoofd. De bovenste nekspieren kunnen daarmee niet heel dik zijn geweest. Het squamosum heeft een onderste tak die uitloopt in een vierkant uitsteeksel dat de bovenkant van het onderste slaapvenster van achteren insnoert en een uitholling heeft aan de buitenkant. Van het quadratum is van bezijden niet veel te zien doordat dit hoog omwikkeld wordt door de opgaande tak van het quadratojugale. De vleugel van het quadratum richting pterygoïde heeft een naar binnen gedraaide trogvormige onderrand. Het quadratum, en daarmee het hele achterhoofd, helt naar voren.
Een kleine posttemporale opening is op het achterhoofd zichtbaar op de basis van de processus paroccipitalis. Deze opening, de ovale fenestra antorbitalis en het driehoekige onderste slaapvenster zijn de duidelijkste basale eigenschappen van de schedel, kenmerken die nog normaal zijn voor de eerste Dinosauriformes maar bij latere Dinosauria zouden verdwijnen.

#### Onderkaken

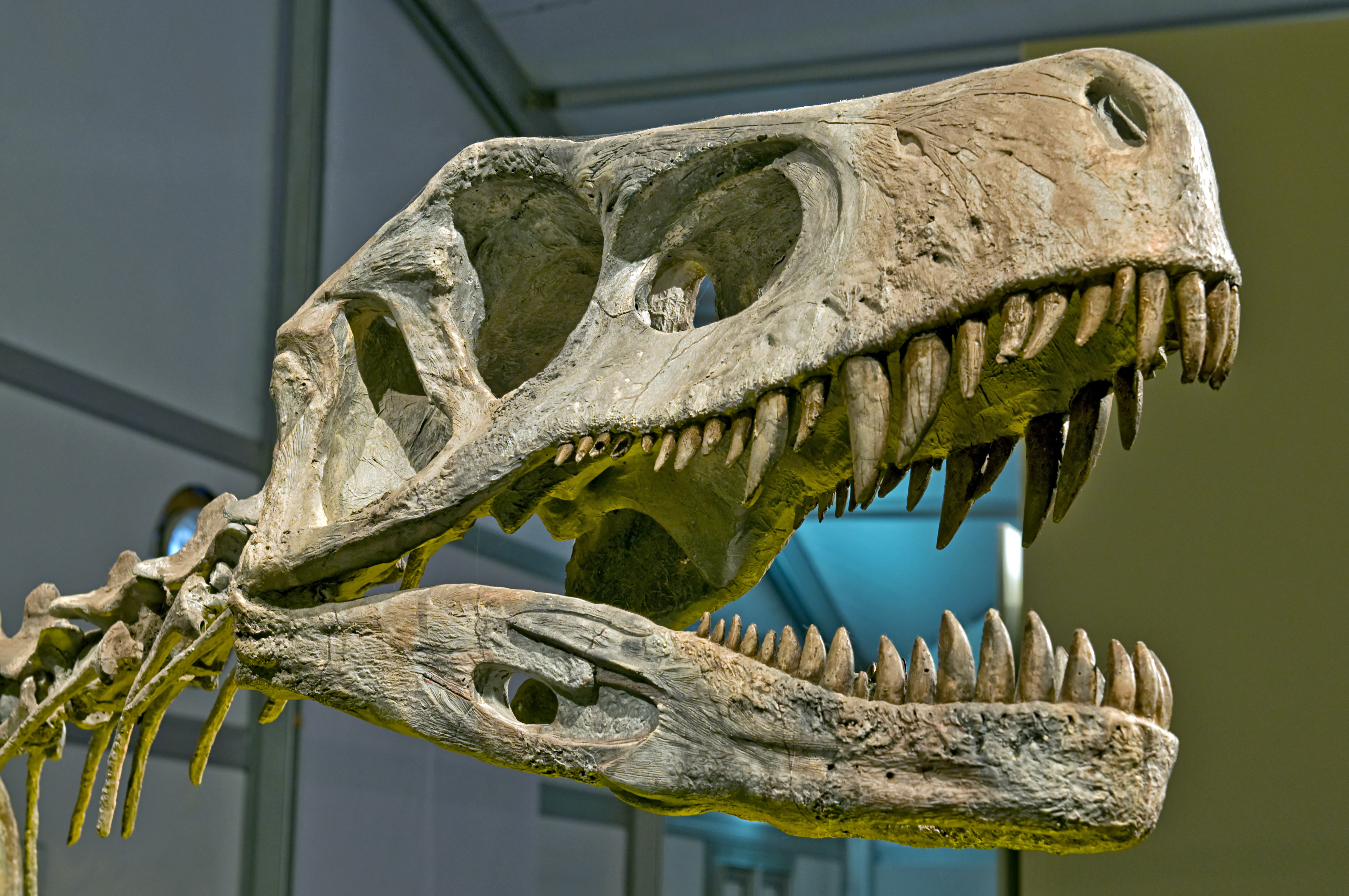
Zoals dit model laat zien, heeft iedere onderkaak een zijvenster

De onderkaken zijn, omdat ze in de schedel moeten passen, nog smaller. Dat leidt ertoe dat vooraan de gepaarde dentaria en iets erachter de splenialia, elkaar raken en over meer dan de voorste helft de onderkant van de gezamenlijke mandibula sluiten. Ieder dentarium draagt ongeveer zeventien tanden. De voorste tanden, welke moeten aansluiten bij de lange voorste maxillaire tanden van de bovenkaak, zijn wat langer maar bereiken geenszins de lengte van de boventanden. Net als bovenin worden de ongeveer negen achterste tanden abrupt korter. De grootste tanden van de bovenkaak zijn zoveel langer dat ze bij sluiting van de bek tot ver over de zijkant van de onderkaak gereikt moeten hebben.
De onderkaak is vooraan laag en verbreedt zich geleidelijk naar achteren, zowel aan de bovenkant als aan de onderkant. De bovenste tak van het dentarium is opvallend lang en dun. Hoewel de bovenste bolling het sterkst is, wordt er geen echt coronoïde uitsteeksel gevormd. In het midden van de zijwand van de onderkaak bevindt zich een langwerpig zijvenster dat bijna een derde van de totale kaaklengte uitmaakt. Het venster maakte deel uit van een zijgewricht. De botten van de voorkant van de kaak, het dentarium aan de buitenzijde en het spleniale aan de binnenzijde, articuleerden met de botten van de achterkant, het angulare onderaan en het surangulare bovenaan. Hierdoor kon de onderkaak zijwaarts openklappen. Dat gebeurde automatisch als het dier zich in een grotere prooi had vastgebeten en de muil probeerde te sluiten. De spieren liepen in de holle binnenkant van iedere onderkaak door en bij het spannen trokken ze de kaakpunten naar achter. Het vlees van de prooi werd zo naar binnen gewerkt terwijl de muil zich verbreedde om grotere happen te kunnen nemen. Dit systeem is typisch voor theropoden en is gezien als een sterke aanwijzing dat Herrerasaurus inderdaad een theropode is. Aan het achterste uiteinde heeft de onderkaak een vrij lang retroarticulair uitsteeksel.

#### Postcrania
De wervelkolom omvat negen halswervels, veertien ruggenwervels, drie sacrale wervels en een vijftigtal staartwervels. De precieze telling is omstreden. Eerdere onderzoekers, zoals Sereno en Novas, telden vijftien ruggenwervels en twee sacrale wervels, een andere criterium toepassend voor wat als wervel van de rug of het heiligbeen gold. De vijftiende wervel raakt met zijn zijuitsteeksels de darmbeenderen en kan dus als een dorsosacrale wervel gelden. Het bezit van slechts twee sacrale wervels zou erg basaal zijn.

## Fylogenie
In 1963 werd de fylogenie van de Theropoda en basale dinosauriërs nog slecht begrepen. Reig plaatste Hererasaurus eerst in de Carnosauria, een verzamelbegrip voor grote roofsauriërs. Dat was voornamelijk gebaseerd op de eigenschappen van de aan Herrerasaurus toegewezen schedel PVL 2558 die achteraf althans ten dele van een ander dier bleek te zijn, en de 'voet' aan het uiteinde van het schaambeen die leek op die van grote Tyrannosauridae maar in feite niet homoloog was want het gevolg van het vouwen van de schacht in plaats van een simpele verbreding. Reig dorst het niet aan een familie aan te geven. Aleksandr Rozhdestvensky en L.P. Tatarinov meenden in 1964 dat Herrerasaurus tot de Gryponychidae behoorde.
Ischisaurus plaatste Reig in een heel andere positie, als een vermeende overgangsvorm tussen de Coelurosauria en de Pachypodosauria, een groep die volgens een hypothese van Friedrich von Huene de Carnosauria en de Sauropodomorpha omvatte. Ischisaurus werd ook wel als een vleesetend lid van de Prosauropoda gezien. Hoewel het naar huidige inzichten zeker is dat Ischisaurus en Herrerasaurus, zo al niet identiek, dan toch nauw verwant zijn, sloegen dergelijke plaatsingen de plank toch niet heel erg mis want Herrerasaurus zou een basale saurischiër kunnen zijn geweest, die geen afstammeling was van de laatste gemeenschappelijke voorouder van de Theropoda en de Sauropodomorpha. Romer dacht in 1966 overigens dat Ischisaurus en Herrerasaurus allebei prosauropoden waren. Edwin Harris Colbert plaatste ze in de Teratosauridae, een tamelijk verward begrip waarin Triadische prosauropoden en Rauisuchia waren samengevoegd.
In 1973 benoemde Juan Luis Benedetto een eigen familie Herrerasauridae voor Herrerasaurus. Hij was de eerste die een verwantschap aannam met Staurikosaurus. Benedetto dacht dat het om Saurischia ging maar ook dat het onmogelijk was te bepalen of de Herrerasauridae nauwer verwant waren aan theropoden of aan sauropodomorfen.

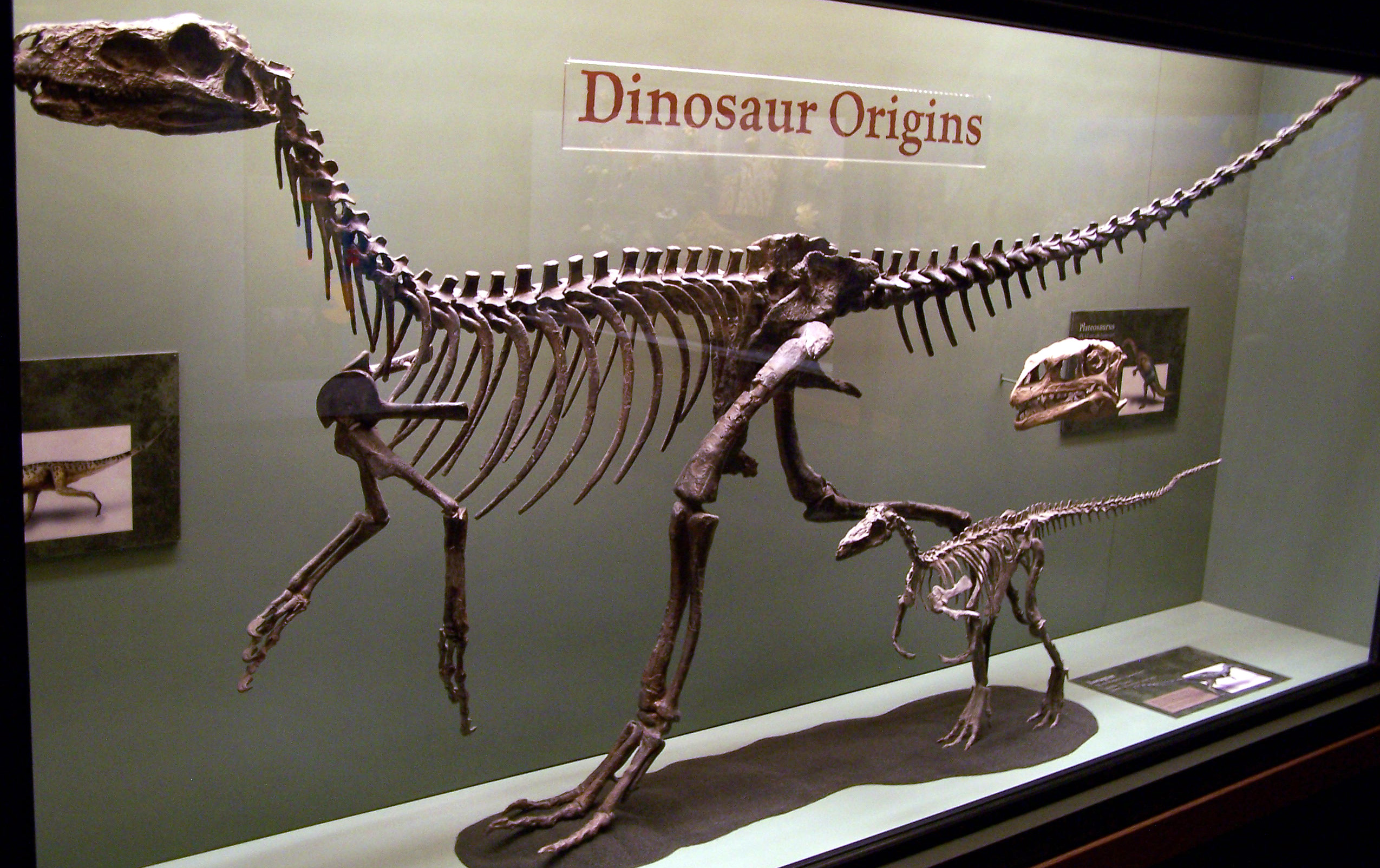
Herrerasaurus

Herrerasaurus was dus een erg basale dinosauriër, zozeer zelfs dat sommigen hem begin jaren negentig nog buiten de dinosauriërs, in de gangbare definitie, plaatsten, dus als een meer basale dinosauriform. Tegenwoordig wordt hij meestal als een basale saurischiër beschouwd of misschien een basale theropode. Aangevoerde basale of primitieve eigenschappen zijn het bezit van slechts twee sacrale wervels en het ontbreken van een richel onder de binnenwand van het darmbeen om de staartspieren te verankeren; het hebben van drie wervels en de richel werden vroeger gezien als synapomorfieën van de dinosauriërs.
In de loop van de evolutie van de vleesetende dinosauriërs (de Theropoda) ontstonden steeds snellere soorten met minder tenen. Herrerasaurus heeft nog vijf tenen, maar twee daarvan zijn al sterk verkleind. Eenzelfde reductie vond plaats bij de vingers: Herrerasaurus had er vijf; Allosaurus drie en Tyrannosaurus uit het Laat-Krijt nog maar twee. De vijf vingers van Herrerasaurus vormen een sterke aanwijzing dat als de vogels inderdaad tot de theropoden behoren de drie nog overblijvende vingers van vogels oorspronkelijk de duim, wijsvinger en middelvinger waren, hoewel tegenwoordig bij de embryonale ontwikkeling de duim niet uitgroeit maar wel de ringvinger. Dit laatste wordt in het debat over de oorsprong van de vogels vaak gebruikt als argument tegen de theorie dat vogels van de dinosauriërs afstammen.